# Selezioni giovanili della nazionale maschile di pallavolo del Brasile
Le selezioni giovanili della nazionale maschile di pallavolo del Brasile sono gestite dalla federazione pallavolistica del Brasile (CBV) e partecipano ai tornei pallavolistici internazionali per squadre nazionali maschili limitatamente a specifiche classi d'età.

## Under 23
La selezione nazionale under 23 rappresenta il Brasile nelle competizioni internazionali dove il limite di età è di 23 anni.
| 2013 | 1º posto |
| 2015 | 5º posto |
| 2017 | 4º posto |

| 2014 | 1º posto |
| 2016 | 1º posto |

| 2012 | 1º posto        |
| 2014 | non qualificata |
| 2016 | non qualificata |
| 2018 | non qualificata |
| 2021 | non qualificata |
| 2023 | non qualificata |

| 2021 | 1º posto |

## Under 21
La selezione nazionale under 21 rappresenta il Brasile nelle competizioni internazionali dove il limite di età è di 21 anni.
| 1977 | 3º posto |
| 1981 | 2º posto |
| 1985 | 6º posto |
| 1987 | 6º posto |
| 1989 | 3º posto |
| 1991 | 4º posto |
| 1993 | 1º posto |
| 1995 | 2º posto |
| 1997 | 2º posto |
| 1999 | 3º posto |
| 2001 | 1º posto |
| 2003 | 2º posto |
| 2005 | 2º posto |
| 2007 | 1º posto |
| 2009 | 1º posto |
| 2011 | 5º posto |
| 2013 | 2º posto |
| 2015 | 4º posto |
| 2017 | 4º posto |
| 2019 | 3º posto |
| 2021 | 7º posto |
| 2023 | 6º posto |

| 1972 | 1º posto |
| 1974 | 1º posto |
| 1976 | 1º posto |
| 1978 | 1º posto |
| 1980 | 2º posto |
| 1982 | 2º posto |
| 1984 | 1º posto |
| 1986 | 1º posto |
| 1988 | 1º posto |
| 1990 | 1º posto |
| 1992 | 1º posto |
| 1994 | 1º posto |
| 1996 | 1º posto |
| 1998 | 1º posto |
| 2000 | 2º posto |
| 2002 | 1º posto |
| 2004 | 1º posto |
| 2006 | 1º posto |
| 2008 | 2º posto |
| 2010 | 1º posto |
| 2012 | 1º posto |
| 2014 | 1º posto |
| 2016 | 2º posto |
| 2018 | 1º posto |
| 2022 | 1º posto |

| 2011 | non qualificata |
| 2015 | 1º posto        |
| 2017 | 1º posto        |
| 2019 | non qualificata |
| 2022 | non qualificata |
| 2023 | non qualificata |

## Under 19
La selezione nazionale under 19 rappresenta il Brasile nelle competizioni internazionali dove il limite di età è di 19 anni.
| 1989 | 1º posto  |
| 1991 | 1º posto  |
| 1993 | 1º posto  |
| 1995 | 1º posto  |
| 1997 | 5º posto  |
| 1999 | 7º posto  |
| 2001 | 1º posto  |
| 2003 | 1º posto  |
| 2005 | 2º posto  |
| 2007 | 7º posto  |
| 2009 | 9º posto  |
| 2011 | 9º posto  |
| 2013 | 5º posto  |
| 2015 | 6º posto  |
| 2017 | 8º posto  |
| 2019 | 9º posto  |
| 2021 | 7º posto  |
| 2023 | 9º posto  |
| 2025 | 10º posto |

| 1978 | 1º posto |
| 1980 | 1º posto |
| 1982 | 1º posto |
| 1984 | 1º posto |
| 1986 | 1º posto |
| 1988 | 1º posto |
| 1990 | 1º posto |
| 1992 | 1º posto |
| 1994 | 1º posto |
| 1996 | 1º posto |
| 1998 | 1º posto |
| 2000 | 1º posto |
| 2002 | 1º posto |
| 2004 | 1º posto |
| 2006 | 1º posto |
| 2008 | 2º posto |
| 2010 | 2º posto |
| 2012 | 1º posto |
| 2014 | 2º posto |
| 2016 | 2º posto |
| 2018 | 1º posto |
| 2022 | 2º posto |
| 2024 | 2º posto |

| 2011 | 1º posto        |
| 2017 | non qualificata |
| 2019 | non qualificata |
| 2022 | non qualificata |
| 2023 | non qualificata |

## Under 17
La selezione nazionale under 17 rappresenta il Brasile nelle competizioni internazionali dove il limite di età è di 17 anni.
| 2024 | 8º posto |

| 2011 | 1º posto        |
| 2013 | 2º posto        |
| 2014 | non qualificata |
| 2023 | 1º posto        |